# Mezium americanum
Mezium americanum är en skalbaggsart som först beskrevs av François Louis Nompar de Caumont de Laporte 1840.  Mezium americanum ingår i släktet Mezium och familjen Ptinidae. Inga underarter finns listade i Catalogue of Life.